# Jana Kocianová
Jana Kocianová (8. června 1946 Šaštín-Stráže – 23. září 2018 Bratislava) byla slovenská zpěvačka. V roce 1968 zvítězila s Gershwinovou skladbou „Summertime“ v televizní soutěži Zlatá kamera. V letech 1969–1971 vystupovala jako sólistka v Německu s Orchestrem Jerryho Schejbala. V roce 1971 se prosadila hitem „Hádam kadiaľ ísť“ – slovenskou verzí slavné písně „Where do I Begin?“, kterou ve Spojených státech amerických nazpíval Andy Williams. Od roku 1973 pak vystupovala spolu s Jitkou Zelenkovou se zpěvákem Karlem Gottem, později vytvořila vlastní koncertní program s dvojicí Lasica, Satinský, pro kterou se jí podařilo zajistit konec zákazu veřejných vystoupení. Program měl více než 200 repríz v celém Československu. V roce 1975 získala stříbrnou a v roce 1976 zlatou Bratislavskou lyru. Rovněž v letech 1976 a 1983 vyhrála zlatou Bratislavskou lyru v mezinárodní soutěži. Byla považována za všestrannou zpěvačku a úspěch slavila v mnoha žánrech (mj. jazz, beat, folk) a památné jsou její nahrávky cikánské muziky s Antonínem Gondolánem.

## Známé hity
- Zahoď starosti
- Pár nôt
- Každý deň

## Ocenění
- třikrát získala Bratislavskou lyru[2]

## Diskografie
- 1972 Jana Kocianová – Opus
- 1974 Večná hra – Opus
- 1975 Každý deň – Opus
- 1977 Éj, srdénko moje – Opus
- 1980 Zrkadlá – Opus
- 1983 Sklíčka dávnych stretnutí – Opus
- 1988 Káli Rosita – Opus
- 1994 Každý deň – Rádio Bratislava
- 1994 Spiritual from The Heart – Škvrna Records
- 1996 Ja tu zostanem – Opus
- 1999 Evanjelium – Rádio Bratislava RB 0063–4311, CD
- 2001 Idem domov – Ľubo Virág a Jana Kocianová – MSP
- 2001 Oh When The Saints Go Marchin In – JK
- 2006 20 NAJ – Opus
- 2007 Pár nôt – Opus (2CD)
- 2009 Otče náš – Opus